# 超能使者
《超能使者》（英語：I've Got The Power），為香港電視廣播有限公司拍攝製作的時裝超級英雄電視劇，由陳展鵬、唐詩詠、陳山聰及劉穎鏇領銜主演，並由王君馨、沈震軒、林子善、劉佩玥、伍樂怡、歐瑞偉及張國強聯合演出，武術指導為郭追，監製為文偉鴻。
此劇是2021無綫節目巡禮十四部劇集之一、TVB攜手創無限節目博覽2022十四部劇集之一及周年慶典節目巡禮2022十二部劇集之一；亦是無綫電視傳承·狂歡55週年四部台慶劇之一。台灣OTT由LiTV 線上影視同步跟播上架。本劇由「星展銀行」贊助。
此劇於《萬千星輝頒獎典禮2022》獲頒「馬來西亞最喜愛TVB電視劇集」，陳展鵬憑此劇奪得「馬來西亞最喜愛TVB男主角」，繼2015年及2016年蟬聯《TVB 馬來西亞星光薈萃頒獎典禮》「最喜愛TVB男主角」後，第三度成為大馬視帝。

## 演員表

### 超能使者
- 均於第1集遭遇車禍，後於第25集鍾孝年重啟時間綫後，均無意中避開車禍（鍾孝年除外）
- 本應除鍾孝年外，其他使者全數死亡，後於第25集鍾孝年重啟時間綫後，只有鍾孝年死亡，其他使者均存活並且沒有超能力
- 共同超能力：预知未來

| 演員   | 角色   | 暱稱／關係 |
| 陳展鵬 | 鍾孝年 | 阿鏈 超能力：控制時間，其停止時間為數秒至數十秒，但連續使用超過3次後會難以發功；其後還能令時間倒流。與他人身體觸碰時啟動時間停頓，他人均能活動。于第21集起開始出現快速衰老的副作用（伴隨白髮、皺紋、腰痛、白内障等老年表現），然後該能力開始出現失靈。 按摩師／臨時演員 鄧金娣之長子 鍾孝添之兄，与其不和 丁淑敏之前夫，與其不和 與喬若嵐有感情線，後成爲其男友，最後結婚 於第1集遭遇車禍後擁有時間停止的超能力 於第15集與喬若嵐雙雙墮樓（事前與衆人一起預見到），被其使用超能力救回，而喬若嵐傷重身亡。受刺激下激發令時間倒流的超能力，救回喬若嵐 三年前與丁淑敏發生爭執，丁淑敏不慎從樓梯上摔下傷重離世，因而受刺激患上精神疾病，停藥后出現有關三年前家庭記憶的幻覺，於第14集被喬若嵐發現，後於第15集自己亦發現，但因此開始自甘墮落，直至第16集在衆人陪伴下，最終克服心理問題 於第15集與喬若嵐一起墮樓，事前與其他人一起預見到，其後喬若嵐以自己治療傷病的超能力救回鍾孝年，之後傷重身亡，因而激發鍾孝年時光倒流的超能力救回 於第17集與鄧金娣搬入喬若詩故居居住 於第19集向喬若嵐表白成爲情侶，最後於第25集與其結婚，重啓時間綫後成爲陌生人 於第25集目睹喬若嵐遭遇撞車離世後，受刺激下倒退時間到一年前，重啓時間綫救回所有人，自己則成為特異點，並因衰老的副作用離世，臨終前將合照和遺言傳給喬若嵐、高勇、高守、張健威和柯翠屏，並遇見已對其陌生的喬若岚 暱稱諧音：阿撚（“撚在粵語中為“按摩”之意） |
| 唐詩詠 | 喬若嵐 | Q姨 超能力：傷病轉移，可將對方傷患轉移到自身而治療傷病，但不能治療已經死亡的人或治療自己，連續使用3次後會導致身體疲勞，之後難以再次使用該超能力；亦可將自己的傷患再轉移到他人身上，令對方身亡。使用時全身會發出紅光。如果所救傷患只轉移到自己身體的話會虛弱。 臨時演員領班 喬若詩之妹 游日晴之姨，於第4集成為其監護人 游國棟之姨仔兼死敵 袁家富之契女 柯翠屏之同屋室友 譚玉娟之拍檔兼同屋室友 柯翠屏、譚玉娟之房東 與鍾孝年有感情線，後成爲其女友，最後結婚 於第1集遭遇車禍後擁有治療傷病的超能力 於第7集接納柯翠屏與其同住 於第14集發現鍾孝年有幻覺 於第15集與鍾孝年一起墮樓（事前與其他人一起預見到），其後以自己治療傷病的超能力救回鍾孝年，之後傷重身亡，因而激發鍾孝年時光倒流的超能力救回自己 於第19集試圖用超能力治好昏迷的張健威，但身體過於虛弱而不果，體檢後發現過往所救傷患轉移到自身，才導致身體虛弱，同集向鍾孝年表白成為情侶 於第20集被賀逸熹威脅受到刺激，遂激發自己將傷患轉移到賀逸熹身上，將其殺死 於第25集與鍾孝年結婚，之後不慎被車撞死，在鍾孝年重啟時間線到一年前後復活，喪失一年來的所有記憶，最後遇見老化後的鍾孝年，觸碰其後恢復重啟時間線前的所有记忆 暱稱諧音：QE（伊利沙伯醫院的英文縮寫)、（十月初五的月光裡的朱莎嬌的英文專稱） |
| 陳山聰 | 高 勇  | 膠勇、阿勇、阿Dee（高守專稱） 超能力：刀槍不入，實際只是延緩了傷患，於第22集開始傷患發作時需承受剧痛，此後該能力開始出現失靈 國術隊成員／臨時演員 擅長洪拳 高守之孿生弟（異卵雙胞） 柯翠屏之歡喜冤家，與其有感情線，於第19集表白成為情侶，並於第25集與其結婚，最後於鍾孝年重啓時間綫後喪失相關記憶，但仍然偶遇柯翠屏，並疑似一見鍾情 朱小冰之初戀情人，後復合，再分手 初到香港不足一年，說粵語帶口音 思想較保守，說話亦文謅謅，喜歡說四字成語 於第1集遭遇車禍後擁有超能力 於第2集出现，于第3集正式登场 於第25集因再次傷患發作時失血過多而死，在鍾孝年重啟時間線到一年前後复活，喪失一年來的所有記憶 |
| 林子善 | 高 守  | 膠稍、阿啹（高勇專稱） 超能力：讀心，與他人身體觸碰後，即可讀取對方內心想法 日間為健身教練、夜間為Hot Gossip夜場舞男 高勇之孿生兄（異卵雙胞） 韋瑞琦之員工 於第3集登場，被韋瑞琦僱用為夜場舞男 於第20集被電擊後擁有讀心的超能力 與譚玉娟有感情線，於第21集表白為情侶 於第24集被張健威吸干元氣死亡，後於第25集在鍾孝年重啟時間線到一年前後复活，喪失一年來的所有記憶 名字諧音：高手 |
| 沈震軒 | 張健威 | 威仔 本劇後期一度黑化 超能力：隔空吸物、轉移元氣，吸取對方元氣，或將自身元氣轉給對方 臨時演員（第8集）/ 網約車司机（第10集起） 梅吟霜之子，因母親過分迷信而與其關係緊張，後和好 與鍾孝年、喬若嵐、高守、高勇共同擁有預知未來的超能力 右腿因童年時踩到生鏽的鐵釘而截肢 與韋瑞琦有感情線（第11集起），第17集起亦成為其司機 於第1集與超能使者眾人一起遭遇車禍 於第7集正式登場 於第8集得悉其母將所有家當奉獻予鳴善大師後與其母發生爭執，後寄恐嚇信恐嚇鳴善大師 於第10集在母親及袁家富幫助下買車成為司機 於第19集為韋瑞琦擋刀，受重傷昏迷，於第21集康復並發展出轉移元氣之能力 於第23集向韋瑞琦表白，同集發現可透過轉移元氣為已成植物人的韋瑞琦延續生命，因愛逐漸黑化而失控，不斷吸取他人元氣 於第24集吸干高守之元氣令其身亡，並被賀慶隆向高勇等人告密，引發眾人内訌 於第25集結束黑化，為救鍾孝年和高勇，將體內所有元氣轉移給他們後離世，與韋瑞琦共赴另一個世界，之後在鍾孝年重啟時間線到一年前後复活，喪失一年來的所有記憶 |

### 鍾家
- 鍾孝年幻覺中的鍾家，為現實時空之三年前的部分記憶（第1－16集）
- 現時鍾孝年與鄧金娣居住於喬若詩故居（重啟時間綫前）

| 演員   | 角色   | 暱稱／關係 |
| 程可為 | 鄧金娣 | 鍾孝年、鍾孝添之母 丁淑敏之家婆 鍾孝年幻覺中為居住於家中，實為三年前的情形 現實中已送入海翠護老院，後於第17集與鍾孝年搬入喬若詩故居居住 有腦退化症 |
| 陳展鵬 | 鍾孝年 | 阿鏈 参见超能使者 |
| 劉佩玥 | 丁淑敏 | 阿敏 家庭主婦／快餐店員工 鄧金娣之亡前媳婦 鍾孝年之亡前妻 鍾孝添之亡前大嫂 Stanley之亡外遇女友 三年前與鍾孝年發生爭執時，不慎從樓梯上摔下，傷重離世（第16集鍾孝年有回憶，曾被鍾孝年以爲是預見） 鍾孝年幻覺中： 於第12集流產後，於第13集被鍾孝年得知曾經墮胎，後更被發現與Stanley有外遇 |
| 黃庭鋒 | 鍾孝添 | 阿添 投資人士 入獄前曾因投資欠下巨額債務，於第13集由韦瑞琦還清餘下所有債務（自己並不知情） 鄧金娣之幼子 鍾孝年之弟，與其不和，於第25集和好 丁淑敏之叔仔 於第14集被喬若嵐查到因挪用公款（為償還債務）被判入獄2年 於第19集出獄，受聘酒店侍應 於第20集幫助賀慶隆投資成功而受到賞識，並投靠其 於第25集被賀慶隆綁架來威脅鍾孝年，在同集被賀慶隆的手下殺死，最後在鍾孝年重啟時間綫后復活（片中沒有明確交代） |

### 喬家
| 演員   | 角色   | 暱稱／關係 |
| 吳家樂 | 游國棟 | 賭徒 喬若詩之夫，經常家暴其兼食其軟飯，且為還賭債逼良為娼 游日晴之父 喬若嵐之姐夫兼死敵 於第2集憶訴設局迷暈喬若詩，並令其被債主迷姦，以還賭債；同集強姦賀逸熹女友，被其派人追殺，並導致喬若詩及游日晴被阿智從樓上拋下墮樓 於第3集被警方逮捕，因不知悔改而被鍾孝年使用超能力，後再被鍾孝年、喬若嵐、高勇三人痛毆 於第18集出獄，并欲爭奪游日晴的撫養權 於第20集綁架游日晴，並與賀逸熹勾結 於第21集被韋瑞琦禁錮，後於第22集逃出 於第22集向賀慶隆提及其子賀逸熹被殺害，後被賀慶隆滅口 於第25集在鍾孝年重啓時間綫後復活（片中沒有明確交代） |
| 楊卓娜 | 喬若詩 | 酒樓部長／按摩師 游國棟之妻，經常被其家暴兼食軟飯，且被逼良為娼 喬若嵐之姐 游日晴之母 於第1集被賀逸熹指使的阿智從樓上拋下樓身亡 於第2集被游國棟憶訴被其設局迷暈，並令其被債主迷姦 於第25集在鍾孝年重啓時間綫後復活（片中沒有明確交代） |
| 唐詩詠 | 喬若嵐 | Q姨 参见超能使者 |
| 林靖文 | 游日晴 | 晴晴 游國棟、喬若詩之女 喬若嵐之姨甥女 陳志明之同學 |

### 柯家
| 演員   | 角色   | 暱稱／關係 |
|        | 柯劍雄 | （1963.1.1-2010.12.31） 白劍英之亡夫 柯翠屏之亡父 於2010年在國外出差期間不幸遭遇飛機失事 於第21集上碑 |
| 甄詠珊 | 白劍英 | 妓女、吸毒者 柯翠屏之母 柯劍雄之遺孀 Terry之妻，後因Terry有外遇而離婚，之後更染上毒癮，後淪落為妓女 因包庇Terry而遭柯翠屏反目（第20集），后来和好並開始戒毒（第21集起） 名字同：《飛龍在天》女主角白劍英（賈靜雯飾） |
| 鍾志光 | Terry  | 律師 白劍英之再婚夫，後因外遇而與其離婚 柯翠屏之繼父，常侵犯其 曾欲強姦柯翠屏而被其自衛刺傷，但最終反過來誣陷其並一度令其入獄（第20集） |
| 劉穎鏇 | 柯翠屏 | Open 街頭惡女，後為袁叔飯堂伙記／喬若嵐旗下之臨時演員 柯劍雄、白劍英之女 充滿街頭搏擊智慧，好打過黑社會 高勇之歡喜冤家，與其有感情線，於第19集表白成為情侶，並於第25集與其結婚，最後於鍾孝年重啓時間綫後喪失相關記憶，但仍然偶遇高勇，並疑似一見鍾情 喬若嵐、譚玉娟之同屋室友 母親白劍英再婚后，Terry侵犯其時用刀自衛，卻被母親送入監獄，從此與母親反目，獨自一人闖蕩（第20集回憶），後來與母親和好（第21集起） 原租住單位被租予高守、高勇，於第7集起與喬若嵐同住 於第4集登場 於第16集為幫鍾孝年還錢加入四方娛樂，但因此險些落入賀逸熹之陷阱，於第17集因趙天娜被捕而離開 |

### 袁家 / 袁叔飯堂
- 袁家於第25集滅門（重啓時間綫前）

| 演員   | 角色   | 暱稱／關係 |
| 張國強 | 袁家富 | 袁叔 袁叔飯堂老闆，以便宜價格甚至免費的飯菜惠及街坊而聞名 喬若嵐之契爺 韋瑞琦之父，因其混入黑道而與其反目，后来和好 阮善蓉之夫 實際口硬心軟，暗中仍關心女兒，期望其退出黑道 於第23集被賀慶隆手下殺害，始終未知女兒韋瑞琦警方臥底身份，於第25集在鍾孝年重啓時間綫後復活（片中沒有明確交代） 角色參照：陳灼明 |
| 湯俊明 | 嘮囌王 | 袁叔飯堂伙記 |
| 李嘉晉 | Zero   | 袁叔飯堂伙記 |
| 馮素波 | 梅吟霜 | 梅姐 袁叔飯堂伙記 張健威之母 參見張家 |
| 劉穎鏇 | 柯翠屏 | Open 袁叔飯堂伙記（第6集起）／喬若嵐旗下之臨時演員 参见柯家 |
| 王君馨 | 韋瑞琦 | Vicky、韋小姐、瑞琦 和聯發頭目／夜場老闆娘，實為警方臥底 袁家富之女，因混入黑道且改變姓氏而遭其反目，后来和好 阮善蓉之女 暗中仍關心父親及其飯堂，為保護父親而與其保持距離，且將袁姓改爲韋姓 參見和聯發 |
| 曾 敏  | 阮善蓉 | （1962.7-2004.8） 袁家富之亡妻 韋瑞琦之亡母 喬若嵐之契妈 于第10集出現於袁家富回忆中 |

### 高家
- 於第25集滅門（重啓時間綫前）

| 演員   | 角色  | 暱稱／關係                                         |
| 林子善 | 高 守 | 膠稍、阿啹（高勇專稱） 名字諧音：高手 参见超能使者 |
| 陳山聰 | 高 勇 | 膠勇、阿勇、阿Dee（高守專稱） 参见超能使者         |

### 張家
- 於第25集滅門（重啓時間綫前）

| 演員           | 角色   | 暱稱／關係 |
| 曾琬莎（青年） | 梅吟霜 | 梅姐 張健威之母 袁叔飯堂伙記 為人迷信 鳴善大師之信徒，並聽從其指示刻意疏遠兒子，其神棍身份被曝后與兒子和好 於第7集登場，因中風入院，在喬若嵐使用超能力治療後康復，但認為是鳴善大師顯靈 於第8-9集誤將鏹水當作漂白水，引發鳴善苑爆炸並因此受重傷，在喬若嵐使用超能力治療後康復 於第23集被賀慶隆手下槍殺 於第25集在鍾孝年重啓時間綫后復活（片中沒有明確交代） 名字同：《浴火鳳凰》女主角梅吟霜（血鳳凰）（潘迎紫飾） |
| 馮素波         | 梅吟霜 | 梅姐 張健威之母 袁叔飯堂伙記 為人迷信 鳴善大師之信徒，並聽從其指示刻意疏遠兒子，其神棍身份被曝后與兒子和好 於第7集登場，因中風入院，在喬若嵐使用超能力治療後康復，但認為是鳴善大師顯靈 於第8-9集誤將鏹水當作漂白水，引發鳴善苑爆炸並因此受重傷，在喬若嵐使用超能力治療後康復 於第23集被賀慶隆手下槍殺 於第25集在鍾孝年重啓時間綫后復活（片中沒有明確交代） 名字同：《浴火鳳凰》女主角梅吟霜（血鳳凰）（潘迎紫飾） |
| 沈震軒         | 張健威 | 威仔 参见超能使者 |

### 陳家
| 演員   | 角色   | 暱稱／關係 |
| 楊證樺 | 陳偉權 | 高佬 車房老闆 陳志明之父 韋瑞琦之前手下，特別受其關照 于第4集登场 因患有肝病而退出和聯發，於第5集被喬若嵐用超能力治好 於第5集因運毒事件打算與兒子自盡，被喬若嵐等人所救 於第6集携子離開香港以躲避黑社會追殺 於第19集收到韋瑞琦處於不利的消息，返回香港再次幫助其 於第22集為保護韋瑞琦而被贺庆隆之手下槍殺 於第25集在鍾孝年重啓時間綫后復活（片中沒有明確交代） 参见和联发 |
| 潘墨凌 | 陳志明 | 明仔 陳偉權之子 游日晴之同學 於第5集被何柏斌利用其運毒 於第6集險與父親一同自盡，被喬若嵐等人所救，於第6集隨父離開香港 |

### 電視廣播城
| 演員   | 角色   | 暱稱／關係 |
| 唐詩詠 | 喬若嵐 | Q姨 臨時演員領班 參見喬家 |
| 伍樂怡 | 譚玉娟 | 阿七 臨時演員領班，做事經常錯漏百出 喬若嵐之拍檔兼同屋室友 柯翠屏之同屋室友 與高守有感情線，於第21集表白成為情侶                                                         |
| 陳展鵬 | 鍾孝年 | 阿鏈 初為按摩師，被辭退後，被喬若嵐招為旗下臨時演員 參見鍾家 |
| 陳山聰 | 高 勇  | 膠勇、阿Dee（高守專稱） 喬若嵐旗下之臨時演員 參見高家 |
| 劉穎鏇 | 柯翠屏 | Open 街頭惡女，後為袁叔飯堂伙記／喬若嵐旗下之臨時演員 参见柯家 |
| 小 寶  | 錢瑪麗 | 瑪麗姐 電視台當紅藝人 依仗乾爹是電視台高層，在片行橫行霸道，常常欺負幕後人員及臨時演員 角色參照：池美麗                                                                  |
| 唐嘉麟 | 魚蛋仔 | 臨時演員領班 喬若嵐之競爭對手 於第8集稱能替譚玉娟轉運，並意圖藉此侵犯對方，但因對方反抗而不果 於第16集多次前往天橋底侮辱鍾孝年，並借此與賀逸熹勾結以使柯翠屏加入四方娛樂 |
| 游莨維 | 余 飛  | 導演 |
| 董敬文 | 東     | 助導 |

### 和聯發
- 分為賀慶隆和韋瑞琦兩派，其中韋瑞琦本人實為警方臥底，賀慶隆一派為眾人之天敵和對付目標
- 于第25集正式瓦解（重啓時間綫前）

| 演員   | 角色   | 暱稱／關係 |
| 歐瑞偉 | 賀慶隆 | 賀生、阿隆 和聯發頭目 陰險毒辣、目中無人 賀逸熹之父 韋瑞琦之競争對手兼天敵 於第3集登場，後於同集掌摑賀逸熹并用鐵铲敲死智 於第5集將何柏斌滅口 於第11集與韋瑞琦一起被選為和聯發雙坐馆 于第22集从游国栋得知贺逸熹之死讯后将其灭口，並发誓为贺逸熹报仇，向韦瑞琦众人开战 于第25集在袁叔饭堂与超能使者开战，并指示手下杀死锺孝添，最后被锺孝年用超能力让自己吞枪身亡，及後在鍾孝年重啓時間後復活（片中沒有明確交代） |
| 陳國峰 | 賀逸熹 | Dickson、熹少 吸毒者 經常惹事生非，喜欢玩女人而特別迷上柯翠屏、朱小冰 賀慶隆之子 於第1集因女友被游國棟強姦，派阿智将喬若詩及游日晴被從樓上拋下墮樓 於第3集正式登場 部隆娛樂、四方娛樂幕後大老板 於第16集被鍾孝年用時間停頓搶走其槍，再被鍾孝年殺死，隨後鍾孝年又倒後時間將其復活 於第20集刺激喬若嵐，結果被其用超能力將傷患轉移到自己身上而死 於第25集在鍾孝年重啓時間綫后復活（片中沒有明確交代） |
| 王君馨 | 韋瑞琦 | Vicky、韋小姐、瑞琦 警察，張Sir、陳Sir之警方下屬 十年前警校成績第一，被張Sir派入和聯發成為臥底 現為和聯發頭目／Hot Gossip夜場老闆娘 袁家富之女，因混入黑道且改變姓氏而遭其反目，後來和好 阮善蓉之女 暗中仍關心父親及其飯堂，為保護父親而與其保持距離，且將袁姓改爲韋姓 高守之老闆 賀慶隆之競争對手兼天敵，實際是為了蒐集其罪證，而與其爭奪坐館之位，誓要將其鏟除 與張健威有感情線（第11集起） 於第3集登場，雇用高守為其夜場舞男 於第10集與袁家富遭賀慶隆手下暗殺未遂，替父擋刀受傷，喬若嵐用超能力治好，父女關係開始和好 於第10集為爭取坐館位置無奈出下策（B計劃），派人綁架天爺、偉哥、少爺家人並詐稱是賀慶隆所為，後於第11集将他們释放 於第11集與賀慶隆一起被選為和聯發雙坐館 於第13集替鍾家還清所有債務 於第18集險被暴露臥底身份，嫁禍於賀慶隆下屬後逃過一劫，但因此不得不親手槍擊上司張Sir（實際為事先準備的橡膠子彈） 於第23集因被賀慶隆重擊頭部導致腦幹死亡，成為植物人，後於第25集離世，與張健威共赴另一個世界，之後在鍾孝年重啓時間綫后復活（片中沒有明確交代） 参见袁家 / 袁叔饭堂 |
| 楊證樺 | 陳偉權 | 高佬 車房老闆 陳志明之父 韋瑞琦之前手下，特別受其關照，於第19集起再次幫助韋瑞琦 於第22集為保護韋瑞琦而被贺庆隆之手下槍殺，後於第25集在鍾孝年重啓時間綫后復活（片中沒有明確交代） 参见陳家 |
| 關曜儁 | 智     | 賀逸熹之手下 於第1集因賀逸熹女友被游國棟強姦，被其派遣将喬若詩及游日晴被從樓上拋下墮樓 於第3集被賀慶隆用鐵鏟敲死 於第25集在鍾孝年重啓時間綫后復活（片中沒有明確交代）（第1－3集） |
| 何晉樂 |        | 賀逸熹之手下 於第3集被阿昌枪殺 於第25集在鍾孝年重啓時間綫后復活（片中沒有明確交代） |
| 蕭百成 |        | 賀逸熹之手下 於第3集被阿昌枪殺 於第25集在鍾孝年重啓時間綫后復活（片中沒有明確交代） |
| 蕭文諾 |        | 賀逸熹之手下 於第3集被阿昌枪殺 於第25集在鍾孝年重啓時間綫后復活（片中沒有明確交代） |
| 鄔嘉駿 |        | 賀慶隆、賀逸熹之手下 |
| 黎文傑 |        | 賀慶隆、賀逸熹之手下 |
| 馮顯藝 |        | 賀慶隆、賀逸熹之手下 |
| 鄭雋熹 |        | 賀慶隆、賀逸熹之手下 |
| 黃榮燊 |        | 賀慶隆、賀逸熹之手下 |
| 余應彤 |        | 賀慶隆、賀逸熹之手下 |
| 袁鎮業 | 昌     | 賀慶隆之手下 於第3集枪殺賀逸熹之手下 於第25集被张健威以超能力杀死，后在鍾孝年重啓時間綫后復活（片中沒有明確交代） |
| 黃耀煌 | 冼     | 賀慶隆之手下 于第25集被超能使者杀死 |
| 李顯曜 |        | 賀慶隆之手下 于第25集被超能使者杀死 |
| 施焯日 |        | 賀慶隆之手下 于第25集被超能使者杀死 |
| 李紹堅 |        | 賀慶隆之手下 于第25集被超能使者杀死 |
| 林俊其 |        | 賀慶隆之手下 于第25集被超能使者杀死 |
| 陳嘉俊 | Peter  | 賀慶隆之手下 于第25集被超能使者杀死 |
| 曾海昌 |        | 賀慶隆之手下 于第25集被超能使者杀死 |
| 馬俊傑 |        | 賀慶隆之手下 于第25集被超能使者杀死 |
| 廖家爵 |        | 賀慶隆之手下 於第18集被韋瑞琦嫁禍為警方卧底而被賀慶隆殺害 於第25集在鍾孝年重啓時間綫后復活（片中沒有明確交代） |
| 程浩駿 | 文     | 韋瑞琦之得力手下 於第17集在光叛變時遭其槍擊 於第25集在鍾孝年重啓時間綫后復活（片中沒有明確交代） |
| 林浩文 | 光     | 韋瑞琦之得力手下兼司機 於第17集因家人被賀慶隆要挾而出賣其，初时仍得到諒解，家人亦被韋瑞琦派人救回，但最后被韦瑞琦杀害 於第25集在鍾孝年重啓時間綫后復活（片中沒有明確交代） |
| 鄒兆霆 |        | 韋瑞琦之手下 于第22集被贺庆隆手下枪杀 |
| 余富根 |        | 韋瑞琦之手下 于第22集被贺庆隆手下枪杀 |
| 文竣瑋 |        | 韋瑞琦之手下 于第22集被贺庆隆手下枪杀 |
| 周亦鵬 |        | 韋瑞琦之手下 于第22集被贺庆隆手下枪杀 |
| 羅永健 |        | 韋瑞琦之手下 于第22集被贺庆隆手下枪杀 |
| 譚焯升 | 何柏斌 | 飛機仔 賀逸熹之手下 於第5集利用陳志明運毒，事發後被賀慶隆滅口 於第25集在鍾孝年重啓時間綫后復活（片中沒有明確交代） |
| 朱樂洺 |        | 古惑仔 |
| 李家鼎 | 天 爺  | 叔父輩之首 支持韋瑞琦当坐馆 於第10集被告知因支持韋瑞琦当坐馆，自己的家人被賀慶隆派人綁架，後於第11集被賀慶隆释放，實為韋瑞琦對付賀慶隆之計策（B計劃） 于第25集被警方逮捕 |
| 煒烈   | 偉 哥  | 叔父 支持韋瑞琦当坐馆 於第10集被告知因支持韋瑞琦当坐馆，自己的家人被賀慶隆派人綁架，後於第11集被賀慶隆释放，實為韋瑞琦對付賀慶隆之計策（B計劃） 于第25集被警方逮捕 |
| 陳永昌 | 少 爺  | 叔父 支持韋瑞琦当坐馆 於第10集被告知因支持韋瑞琦当坐馆，自己的家人被賀慶隆派人綁架，後於第11集被賀慶隆释放，實為韋瑞琦對付賀慶隆之計策（B計劃） 于第25集被警方逮捕 |
| 李 岡  | 汕頭成 | 叔父 支持賀慶隆當坐館，後於第17集倒戈支持韋瑞琦 於第25集被警方逮捕 |
| 古天祥 | 阿 鬼  | 叔父 支持賀慶隆當坐館，後於第17集倒戈支持韋瑞琦 於第25集被警方逮捕 |
| 劉家聰 | 洛 哥  | 叔父 支持賀慶隆當坐館，後於第17集倒戈支持韋瑞琦 於第25集被警方逮捕 |

### 鳴善苑
- 於第9集瓦解

| 演員           | 角色     | 暱稱／關係 |
| 魯振順         | 鳴善大師 | 神棍 令梅吟霜張健威兩母子失和的元凶 於第9集強姦陳美怡以致她跳樓自殺身亡（回憶） 於同集先後被陳美珊及梅吟霜互相刺傷與打傷以致身受重傷，後自行點火欲與二人同歸於盡未遂並被炸死（第8－9集） 於第25集在鍾孝年重啓時間綫后復活（片中沒有明確交代）                                                |
| 趙樂賢         | 林 剛    | 鳴善大師之護法 患有哮喘 於第8集毆打張健威 於第9集被揭發協助鳴善強姦陳美怡以致她跳樓自殺身亡（回憶） 於同集吸入毒气後中毒並引致哮喘發作身亡 於第25集在鍾孝年重啓時間綫后復活（片中沒有明確交代）（第8－9集）                                                                                  |
| 秦啟維         | 楊 沖    | 鳴善大師之護法 於第9集被揭發協助鳴善強姦陳美怡以致她跳樓自殺身亡（回憶） 於同集被陳美珊殺害 於第25集在鍾孝年重啓時間綫后復活（片中沒有明確交代）（第8－9集） |
| 曾琬莎（青年） | 梅吟霜   | 梅姐 張健威之母 袁叔飯堂伙記 為人迷信 鳴善大師之信徒，並聽從其指示刻意疏遠兒子 於第7集登場，因中風入院，在喬若嵐使用超能力治療後康復，但認爲是鳴善大師顯靈 於第8-9集誤將鏹水當作漂白水，引發鳴善苑爆炸並因此受重傷，在喬若嵐使用超能力治療後康復 鳴善大師被曝神棍身份后，與兒子和好 參見張家 |
| 馮素波         | 梅吟霜   | 梅姐 張健威之母 袁叔飯堂伙記 為人迷信 鳴善大師之信徒，並聽從其指示刻意疏遠兒子 於第7集登場，因中風入院，在喬若嵐使用超能力治療後康復，但認爲是鳴善大師顯靈 於第8-9集誤將鏹水當作漂白水，引發鳴善苑爆炸並因此受重傷，在喬若嵐使用超能力治療後康復 鳴善大師被曝神棍身份后，與兒子和好 參見張家 |
| 沈震軒         | 張健威   | 威仔 梅吟霜之子，因母親過分迷信而與其關係緊張，後和好 於第8集得悉其母將所有家當奉獻予鳴善大師後與其母發生爭執，後寄恐嚇信恐嚇鳴善 鳴善大師被曝神棍身份后，母親與其和好 參見張家、超能使者 |
| 張美妮         | 陳美珊   | Elaine 蝶變美容老闆娘 陳美怡之姊 在陳美怡死後假扮鳴善大師的信徒，以報仇雪恨 於第8集用鏹水換掉鳴善苑的漂白水，引發爆炸及毒氣，間接害死林剛 於第9集為其妹報仇而殺害楊沖，後故意在鳴善苑洩漏煤氣並鎖門，再其後與鳴善互相刺傷，最後被捕並入獄（第4－9集）                                        |
| 倪嘉雯         | 陳美怡   | 陳美珊之亡妹 鳴善大師之信徒，後被鳴善大師強姦以致跳樓自殺身亡（回憶）（第9集） |

### 其他演員
| 演員   | 角色           | 暱稱／關係 |
| 葉蒨文 | 朱小冰         | Icy、小冰 部隆娛樂藝人，後轉入四方娛樂，最後隨著趙天娜被捕而離開 高勇之初戀情人，後復合，於第17集分手，並離開香港前往內地娛樂圈發展 於第11集登場 |
| 郭子豪 | Stanley        | 快遞員 丁淑敏之外遇男友（外遇情形出現於其合照，以及鍾孝年的回憶幻覺），後分手 鍾孝年之情敵 原為快餐店經理，3年前因鍾孝年到其任職之餐廳搗亂而被辭職，為報復而將以前跟丁淑敏的合照發給鍾孝年刺激他 現時已與其他人結婚 於第13集登場 於第15集向喬若嵐交代丁淑敏於三年前已經去世 |
| 吳瑞庭 | Martin         | 部隆娛樂經理人 趙天娜之競爭對手 控制朱小冰 與賀逸熹勾結（第11－12集） |
| 莊思明 | 趙天娜         | Tina 四方娛樂經理人，實為淫媒 Martin之競爭對手 與賀逸熹勾結 介紹朱小冰轉入旗下 出賣柯翠屏，把其獻給賀逸熹 於第17集因被揭發而被捕（第12－13、16－17集） |
| 莫家淦 | 財             | 大好運伙記 嫌棄占座久而點餐少的顧客 特別針對鍾孝年，不知其有幻覺而認爲其久坐且自言自語 （第11－14集） |
| 林 偉  | 張Sir          | 韋瑞琦之前警方上司兼联络员，被其視爲親人 被賀慶隆發現於和聯發安插臥底，而被其重傷，其後為保護韋瑞琦臥底身份，令她槍擊自己 實際被擊中的為橡膠子彈，但最終仍然因重傷殉職（第18集） 於第25集在鍾孝年重啓時間綫后復活（片中沒有明確交代）                                       |
| 鄭啟泰 | 陳Sir          | 韦瑞琦之新警方上司兼联络员，接替張Sir 勸韋瑞琦退出臥底行動，在韋瑞琦堅持下向警方爭取行動繼續，但仍然擔心其不能完成任務（第19、21、23集） |
| 蘇恩磁 |                | 街坊 |
| 黃梓瑋 |                | 街坊 |
| 梁珈詠 |                | 街坊 |
| 李漫芬 |                | 街坊 |
| 李海生 |                | 街坊 |
| 鍾梓甜 |                | 街坊 |
| 鍾梓甜 | 護士（第25集） | |
| 霍健邦 |                | 警察（第2－3、5、18、23、25集） |
| 范仲恆 |                | 警察（第2－3、18、23、25集） |
| 簡家麒 | 朗             | 演員（第2、8－9、13、15、17集） |
| 羅 鴻  |                | 債主 迷姦喬若詩（第2集） |
| 邵卓堯 |                | 柯翠屏、高守、高勇之包租公（第3－4集） |
| 李啟傑 |                | 夜場經理（第3－4、7集） |
| 馮子亮 |                | 毒販（第3集） |
| 邵展鵬 |                | 紋身店老闆（第3集） |
| 張詩欣 | Pauline        | 矮骨妹（第4、7集） |
| 黃穎君 |                | 新聞報導員（第6、9、17、24－25集） |
| 威廉陳 | 張老闆         | 豬肉檔老闆（第7集） |
| 安德尊 |                | 東西張望主持（第7－8集） |
| 陳嘉維 |                | Pauline之男友（第7集） |
| 蘇麗明 |                | 信眾（第8集） |
| 李明芙 |                | 演員（第8－9、13集） |
| 施焯日 |                | 演員（第8集） |
| 黃浩霆 |                | 主播（第9、21集） |
| 陳戩浩 |                | CID（第9、23、25集） |
| 伍禮騫 |                | CID（第9、23、25集） |
| 崔錦棠 |                | 醫生（第10、19－21集） |
| 何泳芍 |                | 妓女 被韋瑞琦指使色誘賀逸熹（第10集） |
| 羅毓儀 |                | 妓女 被韋瑞琦指使色誘賀逸熹（第10集） |
| 胡美貽 |                | 女模（第11集） |
| 鄧美欣 |                | 女模（第11集） |
| 黃子桐 |                | 女模（第11集） |
| 呂善婷 |                | 女模（第11集） |
| 彭翔翎 |                | 女模（第11集） |
| 樊亦敏 | 台灣婆         | 台南人，說話粵台夾雜（第12集） |
| 沈愛琳 |                | 秘書（第12集） |
| 周嘉全 |                | 趙天娜之助手（第12－13、16－17集） |
| 陳銳峰 |                | 趙天娜之助手（第12－13、16－17集） |
| 陳銳峰 | 記者（第25集） | |
| 黃凱琪 |                | 明星（第13集） |
| 梁皓楷 |                | 明星（第13集） |
| 吳天兒 | 珊             | 演員（第15、21集） |
| 林慧君 |                | 演員（第15集） |
| 陳諾忠 |                | 侍應（第15集） |
| 許家傑 | Eddie          | 柯翠屏之前男友（第15集） |
| 陳熙蕊 |                | 老人院職員（第15、17集） |
| 張本立 |                | 監製（第15集） |
| 黎寬怡 | Yuki           | 藝人 奚落朱小冰及高勇（第15集） |
| 林可悅 | Britney        | 藝人 奚落朱小冰及高勇（第15集） |
| 黃凱琪 | Amanda         | 藝人 奚落朱小冰及高勇（第15集） |
| 黃潤成 |                | 露宿者（第16集） |
| 詹可琳 |                | 朱小冰之助手（第16集） |
| 黎康祺 |                | 柯翠屏之助手（第16集） |
| 葉家泓 |                | 魚蛋仔之助手（第16集） |
| 李善   |                | 魚蛋仔之助手（第16集） |
| 譚坤倫 |                | 魚蛋仔之助手（第16集） |
| 朱斐斐 |                | 老師（第18集） |
| 謝可逸 | Ben            | 鍾孝添之前下屬（第19集） |
| 陳苑澄 |                | 護士（第20－21集） |
| 李芷晴 |                | 秘書（第21集） |
| 吳綺珊 |                | 孕婦（第22集） |
| 孟希璘 |                | CID（第23、25集） |
| 潘冠霖 |                | CID（第23、25集） |
| 鄧永健 |                | 醫生（第23、25集） |
| 姚亦澧 |                | 惡漢（第23集） |
| 利穎怡 |                | 妙齡女郎（第23集） |
| 李爾晨 |                | 護士（第23－24集） |
| 陳嘉俊 |                | 記者（第25集） |

## 獎項
| 年份 | 頒獎典禮             | 獎項名稱                  | 入圍者                                 | 結果     |
| 2022 | AEG 娛樂人氣王2022   | 進步女藝人（電視劇）      | 劉穎鏇                                 | 獲獎     |
| 2023 | 萬千星輝頒獎典禮2022 | 最佳劇集                  | 《超能使者》                           | 最後五強 |
| 2023 | 萬千星輝頒獎典禮2022 | 最佳男主角                | 陳展鵬                                 | 最後五強 |
| 2023 | 萬千星輝頒獎典禮2022 | 最佳女主角                | 唐詩詠                                 | 最後五強 |
| 2023 | 萬千星輝頒獎典禮2022 | 最受歡迎電視男角色        | 鍾孝年（陳展鵬 飾）                    | 最後十強 |
| 2023 | 萬千星輝頒獎典禮2022 | 最受歡迎電視男角色        | 高勇（陳山聰 飾）                      | 最後五強 |
| 2023 | 萬千星輝頒獎典禮2022 | 最受歡迎電視男角色        | 高守（林子善 飾）                      | 提名     |
| 2023 | 萬千星輝頒獎典禮2022 | 最受歡迎電視男角色        | 賀慶隆（歐瑞偉 飾）                    | 提名     |
| 2023 | 萬千星輝頒獎典禮2022 | 最受歡迎電視女角色        | 喬若嵐（唐詩詠 飾）                    | 提名     |
| 2023 | 萬千星輝頒獎典禮2022 | 最受歡迎電視女角色        | 柯翠屏（劉穎鏇 飾）                    | 提名     |
| 2023 | 萬千星輝頒獎典禮2022 | 最佳男配角                | 陳山聰                                 | 提名     |
| 2023 | 萬千星輝頒獎典禮2022 | 最佳男配角                | 林子善                                 | 最後十強 |
| 2023 | 萬千星輝頒獎典禮2022 | 最佳男配角                | 歐瑞偉                                 | 提名     |
| 2023 | 萬千星輝頒獎典禮2022 | 最佳女配角                | 劉穎鏇                                 | 最後五強 |
| 2023 | 萬千星輝頒獎典禮2022 | 飛躍進步男藝員            | 黃庭鋒                                 | 最後五強 |
| 2023 | 萬千星輝頒獎典禮2022 | 飛躍進步女藝員            | 劉穎鏇                                 | 最後五強 |
| 2023 | 萬千星輝頒獎典禮2022 | 飛躍進步女藝員            | 劉佩玥                                 | 最後五強 |
| 2023 | 萬千星輝頒獎典禮2022 | 飛躍進步女藝員            | 伍樂怡                                 | 提名     |
| 2023 | 萬千星輝頒獎典禮2022 | 最受歡迎電視歌曲          | 能者（主唱：鄭俊弘）                   | 提名     |
| 2023 | 萬千星輝頒獎典禮2022 | 最受歡迎電視歌曲          | 不悔的決心（主唱：HANA菊梓喬）         | 最後十強 |
| 2023 | 萬千星輝頒獎典禮2022 | 最受歡迎電視拍檔          | 陳展鵬、唐詩詠、陳山聰、劉穎鏇、林子善 | 最後十強 |
| 2023 | 萬千星輝頒獎典禮2022 | 馬來西亞最喜愛TVB電視劇集 | 《超能使者》                           | 獲獎     |
| 2023 | 萬千星輝頒獎典禮2022 | 馬來西亞最喜愛TVB男主角   | 陳展鵬                                 | 獲獎     |
| 2023 | 萬千星輝頒獎典禮2022 | 馬來西亞最喜愛TVB女主角   | 唐詩詠                                 | 最後五強 |

## 記事
- 2020年5月18日：此劇舉行開鏡拜神儀式。[4]
- 2020年9月10日：此劇煞科。[5]
- 2022年10月23日：此劇於14:00在荃灣楊屋道1號荃新天地1期地下花園廣場舉行「使命必達」宣傳活動。[6]
- 2022年10月30日：此劇於將軍澳欣景路8號新都城中心二期舉行「異能啟動」宣傳活動。[7]
- 2022年11月5日：此劇於觀塘協和街33號裕民坊L1中庭舉行「街頭英雄」宣傳活動。[8]
- 2022年11月13日：此劇於荃灣楊屋道18號荃新天地2期高層地下舉行「有異能，冇窮人」宣傳活動。[9]
- 2022年11月20日：此劇於深水埗西九龍中心舉行「正義聯盟」宣傳活動。[10]
- 2022年11月27日：此劇於將軍澳新都城三期舉行「對抗惡勢力」宣傳活動。[11]

## 收視
| 集數   | 日期                     | 跨平台直播最高收視率                              | 備註   |
| 1－5   | 2022年10月31日－11月4日  | 22.0點                                            | [ 12 ] |
| 6－10  | 2022年11月7日－11月11日  | 20.9點                                            | [ 13 ] |
| 11－15 | 2022年11月14日－11月18日 | 20.5點                                            | [ 14 ] |
| 16－20 | 2022年11月21日－11月25日 | 無公布收視                                        | [ 15 ] |
| 21－25 | 2022年11月28日－12月2日  | 20.7點                                            | [ 16 ] |
| 全劇   | 全劇                     | 全劇平均最高收視 (以公布了的4周收視計算) 約21.0點 | [ 17 ] |

## 軼事
- 歐瑞偉於同班底的三部曲（《城寨英雄》杨竹銮、《鐵拳英雄》金龍以及本劇賀慶隆）均飾演反派角色，同盟飾演的易兆風為正派角色，而張國強雖然前三部（《城寨英雄》柯万长、《同盟》令烈、《鐵拳英雄》彭坚）飾演反派角色（其他參演劇集亦多飾演反派角色[18]），本劇飾演的袁家富為正派角色。
- 吴家乐于同班底的三部曲（《城寨英雄》冯春美、《铁拳英雄》路向东以及本剧游国栋）均饰演反派角色，同盟饰演的范柏森为正派角色。
- 早前有報道指此劇演員王君馨因不滿在新劇《超能使者》的宣傳片及海報慘變「閒人」，讓港姐師妹劉穎鏇擔正女主角。她向公司反映後不獲回應疑決定離巢向外闖[19]，此劇是王君馨離開無綫電視後，最後一部於TVB播出的參演劇集（“離巢作”）[20]。值得一提的是，王君馨於同班底三部曲（《城寨英雄》朝霞/花曼、《鐵拳英雄》程安娜以及本劇韋瑞琦）當中的角色都做過臥底；若不計鍾孝年（陳展鵬飾）重啓時間綫的劇情，這三個角色最終都不幸離世。

## 備註
1. 1 2  劇中袁家富仍然稱自己女兒的名為“瑞琦”（例如第19集請求張健威送湯給瑞琦），據此推測：原名為袁瑞琦（劇中沒有交代），加入黑社會後的化名只是將姓氏改為韋姓
2. 1 2  第10集主要講述其與袁家富的父女關係，當中就有提及其姓氏問題：袁家富：“你還知道她（阮善蓉）是你媽？你連姓都改了”，鍾孝年：“等等？袁叔姓袁的，她（韋瑞琦）怎麼不姓袁？”

## 外部連結
- 《超能使者》 北美TVB網上串流平台 免費點播！
- 《超能使者》街頭英雄 異能救街坊 - TVB Weekly
- 《超能使者》林子善爆肌跳桌上舞 - TVB Weekly
- 台慶劇《超能使者》異能爆發 英雄集結 - TVB Weekly
- 豆瓣电影上《超能使者》的資料 （简体中文）

## 電視節目的變遷
| 香港 無綫電視翡翠台／ 澳門 TVB Anywhere翡翠台 星期一至五 21:30－22:30 | 香港 無綫電視翡翠台／ 澳門 TVB Anywhere翡翠台 星期一至五 21:30－22:30 | 香港 無綫電視翡翠台／ 澳門 TVB Anywhere翡翠台 星期一至五 21:30－22:30 |
| --------------------------------------------------------------------- | --------------------------------------------------------------------- | --------------------------------------------------------------------- |
|                                                                       | 超能使者 （2022年10月31日－2022年12月2日）                            |                                                                       |
| 美麗戰場 （2022年10月3日－2022年10月28日）                            | 輕·功 （2022年12月5日－2023年1月6日）                                 |                                                                       |

| 马来西亚 Astro AOD 星期一至五 21:30－22:30 | 马来西亚 Astro AOD 星期一至五 21:30－22:30 | 马来西亚 Astro AOD 星期一至五 21:30－22:30 |
| ------------------------------------------ | ------------------------------------------ | ------------------------------------------ |
|                                            | 超能使者 （2022年10月31日－2022年12月2日） |                                            |
| 美麗戰場 （2022年10月3日－2022年10月28日） | 輕·功 （2022年12月5日－2023年1月6日）      |                                            |

| 马来西亚、 新加坡 翡翠台 星期一至五 21:30－22:30 | 马来西亚、 新加坡 翡翠台 星期一至五 21:30－22:30 | 马来西亚、 新加坡 翡翠台 星期一至五 21:30－22:30 |
| ------------------------------------------------ | ------------------------------------------------ | ------------------------------------------------ |
|                                                  | 超能使者 （2022年10月31日－2022年12月2日）       |                                                  |
| 美麗戰場 （2022年10月3日－2022年10月28日）       | 輕·功 （2022年12月5日－2023年1月6日）            |                                                  |

| 翡翠台香港時區 星期一至五 21:30－22:30     | 翡翠台香港時區 星期一至五 21:30－22:30     | 翡翠台香港時區 星期一至五 21:30－22:30 |
| ------------------------------------------ | ------------------------------------------ | -------------------------------------- |
|                                            | 超能使者 （2022年10月31日－2022年12月2日） |                                        |
| 美麗戰場 （2022年10月3日－2022年10月28日） | 輕·功 （2022年12月5日－2023年1月6日）      |                                        |

| 美国 TVB1 星期一至五 劇場 東岸時間 21:00－22:00      | 美国 TVB1 星期一至五 劇場 東岸時間 21:00－22:00 | 美国 TVB1 星期一至五 劇場 東岸時間 21:00－22:00 |
| ---------------------------------------------------- | ----------------------------------------------- | ----------------------------------------------- |
|                                                      | 超能使者 （2022年10月31日－2022年12月2日）      |                                                 |
| 美麗戰場 （2022年10月3日－2022年10月28日）           | 輕·功 （2022年12月5日－2023年1月6日）           |                                                 |
| 美国 TVBSF 星期一至五 黃金劇場 西岸時間 22:00－23:00 |                                                 |                                                 |
| 美麗戰場 （2022年10月3日－2022年10月28日）           | 超能使者 （2022年10月31日－2022年12月2日）      | 輕·功 （2022年12月5日－2023年1月6日）           |

| 美国 TVBJ1 星期一至五 黃金劇場 · 東岸時間 22:00－23:00 · 西岸時間 19:00－20:00 美国 TVBJ2 星期一至五 黃金劇場 西岸時間 22:00－23:00 | 美国 TVBJ1 星期一至五 黃金劇場 · 東岸時間 22:00－23:00 · 西岸時間 19:00－20:00 美国 TVBJ2 星期一至五 黃金劇場 西岸時間 22:00－23:00 | 美国 TVBJ1 星期一至五 黃金劇場 · 東岸時間 22:00－23:00 · 西岸時間 19:00－20:00 美国 TVBJ2 星期一至五 黃金劇場 西岸時間 22:00－23:00 |
| --- | --- | --- |
| | 超能使者 (2023年7月26日- 2023年8月29日）                                                                                            | |
| 尚食 (2023年6月8日- 2023年7月25日)                                                                                                  | 輕·功 (2023年8月30日- 2023年10月3日）                                                                                               | |

| 加拿大 新時代電視2高清台 西岸時間／溫哥華 星期一至五 17:30－18:30 | 加拿大 新時代電視2高清台 西岸時間／溫哥華 星期一至五 17:30－18:30 | 加拿大 新時代電視2高清台 西岸時間／溫哥華 星期一至五 17:30－18:30 |
| ----------------------------------------------------------------- | ----------------------------------------------------------------- | ----------------------------------------------------------------- |
|                                                                   | 超能使者 （2022年10月31日－2022年12月2日）                        |                                                                   |
| 美麗戰場 （2022年10月3日－2022年10月28日）                        | 輕·功 （2022年12月5日－2023年1月6日）                             |                                                                   |
| 東岸時間／多倫多 星期一至五 20:30－21:30                          |                                                                   |                                                                   |
| 美麗戰場 （2022年10月3日－2022年10月28日）                        | 超能使者 （2022年10月31日－2022年12月2日）                        | 輕·功 （2022年12月5日－2023年1月6日）                             |

| 翡翠台 星期二至六 21:30－22:30             | 翡翠台 星期二至六 21:30－22:30             | 翡翠台 星期二至六 21:30－22:30 |
| ------------------------------------------ | ------------------------------------------ | ------------------------------ |
|                                            | 超能使者 （2022年10月31日－2022年12月2日） |                                |
| 美麗戰場 （2022年10月3日－2022年10月28日） | 輕·功 （2022年12月6日－2023年1月7日）      |                                |

| 新加坡 HUB娛家戲劇台 劇集首映 星期一至五 20:00－21:00 | 新加坡 HUB娛家戲劇台 劇集首映 星期一至五 20:00－21:00 | 新加坡 HUB娛家戲劇台 劇集首映 星期一至五 20:00－21:00 |
| ----------------------------------------------------- | ----------------------------------------------------- | ----------------------------------------------------- |
|                                                       | 超能使者 （2023年4月4日－2023年5月8日）               |                                                       |
| 美麗戰場 （2023年3月7日－2023年4月3日）               | 輕·功 (2023年5月9日－2023年6月12日）                  |                                                       |

| 新加坡 e樂 星期一至五 19:00 - 20:00                                                                                          | 新加坡 e樂 星期一至五 19:00 - 20:00       | 新加坡 e樂 星期一至五 19:00 - 20:00 |
| --- | ----------------------------------------- | ----------------------------------- |
| | 超能使者 （2023年6月1日－2023年7月5日）   |                                     |
| 亲爱的自己 （18:30 - 19:30） （2023年3月30日－2023年5月31日）愛·回家之開心速遞 （19:30 - 20:00） 6月1日起，改为18:30 - 19:00 | 新四十二章 （2023年7月6日－2023年8月8日） |                                     |

| 马来西亚 八度空间 周末TVB 星期六和日 19:00 - 20:00 | 马来西亚 八度空间 周末TVB 星期六和日 19:00 - 20:00 | 马来西亚 八度空间 周末TVB 星期六和日 19:00 - 20:00 |
| -------------------------------------------------- | -------------------------------------------------- | -------------------------------------------------- |
|                                                    | 超能使者 (2023年10月22日—2024年1月14日)            |                                                    |
| 痞子殿下 (2023年7月29日—2023年10月21日）           | 黃金萬両 (2024年1月20日—2024年2月18日）            |                                                    |